# Confédération des syndicats autonomes (Hongrie)
La Confédération des syndicats autonomes (en hongrois : Autonóm Szakszervezetek Szövetsége) est un syndicat hongrois. 